# Esch-sur-Sûre
Esch-sur-Sûre (en luxemburguès i alemany Esch-Sauer) és una comuna i vila al nord-oest de Luxemburg, que forma part del cantó de Wiltz regat per riu Sauer del qual el nom va afegir-se per a distingir la vila d'Esch-sur-Alzette.

## Fusió conjunta
L'1 de gener 2012, la comuna d'Esch-sur-Sûre, incloent les viles d'Esch-sur-Sûre i Heiderscheidergrund, es va fusionar amb els municipis d'Heiderscheid i Neunhausen. La vila d'Esch-sur-Sûre perd la seva condició de capital a favor d'Eschdorf.

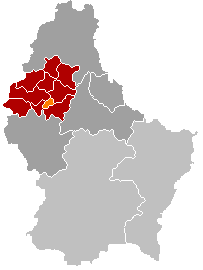
Esch-sur-Sûre abans de 2012
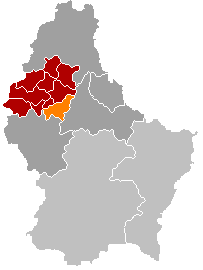
Heiderscheid
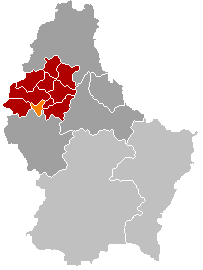
Neunhausen
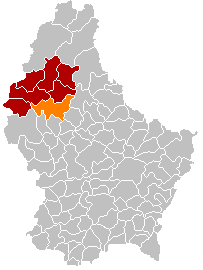
Esch-sur-Sûre el 2012

## Viles de la comuna
- Bonnal
- Dirbach
- Eschdorf (cap administratiu)
- Esch-sur-Sûre
- Heiderscheid
- Heiderscheidergrund
- Insenborn
- Lultzhausen
- Merscheid
- Neunhausen
- Ringel
- Tadler

## Població
| Nacionalitat   | Població | %      |
| -------------- | -------- | ------ |
| luxemburguesos | 187      | 59,55% |
| Forasters      | 127      | 40,45% |
| - portuguesos  | 22       | 7,01%  |
| - francesos    | 4        | 1,27%  |
| - italians     |          |        |
| - belgues      | 27       | 8,60%  |
| - alemanys     | 4        | 1,27%  |
| - iugoslaus    | 55       | 17,52% |
| - altres       | 15       | 4,78%  |

## Evolució demogràfica
| Any        | Població |
| ---------- | -------- |
| 15/02/2001 | 314      |
| 01/01/2002 | 331      |
| 01/01/2003 | 303      |
| 01/01/2004 | 308      |
| 01/01/2005 | 301      |